# 法務事務次官
法務事務次官（ほうむじむじかん）は、国家公務員における官職及び役職の一つである。略称は法務次官（ほうむじかん）。

## 概要
法務検察幹部の一つであり、法務検察人事の序列は検事総長、東京高検検事長、大阪高検検事長、次長検事、法務事務次官となっている。事務次官は最高位の「上がりポスト」であるが、法務省の場合は事務次官で退官することはほとんどなく、高検検事長（ほとんど東京）か次長検事に転出し多くは検事総長となるなど、キャリアパスの一つと化している。他の検察幹部ポストと異なって法務事務次官は天皇の認証官ではないが、法務大臣を補佐するポストの重要性から上位にランクされている。法務事務次官になるといったん検察官の身分を離れる。
法務事務次官は法務・検察人事に大きな権限を持っている。法務・検察人事は法務事務次官が原案を作り、それを元に法務大臣と検事総長が検討してそれを了承すれば発令という手続きに入る。

### 歴代法務事務次官
| 氏名       | 在任期間               | 前職                 | 主な後職                                                       |
| ---------- | ---------------------- | -------------------- | -------------------------------------------------------------- |
| 清原邦一   | 1952.8.1 - 1955.1.26   | 刑政長官             | 次長検事、検事総長                                             |
| 岸本義広   | 1955.1.26 - 1957.7.23  | 次長検事             | 東京高等検察庁検事長                                           |
| 馬場義續   | 1957.7.23 - 1961.12.22 | 最高検察庁検事       | 東京高等検察庁検事長、検事総長                                 |
| 竹原精太郎 | 1961.12.22 - 1964.7.1  | 仙台高等検察庁検事長 | 次長検事                                                       |
| 竹内壽平   | 1964.7.1 - 1967.11.2   | 刑事局長             | 東京高等検察庁検事長、検事総長                                 |
| 大澤一郎   | 1967.11.2 - 1969.3.4   | 最高検察庁刑事部長   | 次長検事、検事総長                                             |
| 津田實     | 1969.3.4 - 1972.6.29   | 札幌高等検察庁検事長 | 退職                                                           |
| 神谷尚男   | 1972.6.29 - 1975.1.25  | 東京地方検察庁検事正 | 東京高等検察庁検事長、検事総長                                 |
| 塩野宜慶   | 1975.1.25 - 1977.3.22  | 東京地方検察庁検事正 | 東京高等検察庁検事長、最高裁判所判事                           |
| 安原美穗   | 1977.3.22 - 1979.8.21  | 刑事局長             | 東京高等検察庁検事長、検事総長                                 |
| 伊藤榮樹   | 1979.8.21 - 1981.7.23  | 刑事局長             | 次長検事、検事総長                                             |
| 藤島昭     | 1981.7.23 - 1983.12.2  | 東京地方検察庁検事正 | 次長検事、最高裁判所判事                                       |
| 前田宏     | 1983.12.2 - 1985.12.19 | 刑事局長             | 東京高等検察庁検事長、検事総長                                 |
| 筧榮一     | 1985.12.19 - 1988.6.17 | 刑事局長             | 東京高等検察庁検事長、検事総長                                 |
| 岡村泰孝   | 1988.6.17 - 1990.6.13  | 刑事局長             | 次長検事、検事総長                                             |
| 根來泰周   | 1990.6.13 - 1993.12.22 | 刑事局長             | 東京高等検察庁検事長                                           |
| 濱邦久     | 1993.12.22 - 1996.1.16 | 刑事局長             | 東京高等検察庁検事長                                           |
| 則定衛     | 1996.1.16 - 1998.6.23  | 刑事局長             | 東京高等検察庁検事長                                           |
| 原田明夫   | 1998.6.23 - 1999.12.22 | 刑事局長             | 東京高等検察庁検事長、検事総長                                 |
| 松尾邦弘   | 1999.12.22 - 2002.1.18 | 刑事局長             | 次長検事、東京高等検察庁検事長、検事総長                       |
| 但木敬一   | 2002.1.18 - 2004.6.25  | 大臣官房長           | 東京高等検察庁検事長、検事総長                                 |
| 樋渡利秋   | 2004.6.25 - 2006.6.30  | 刑事局長             | 広島高等検察庁検事長、東京高等検察庁検事長、検事総長           |
| 大林宏     | 2006.6.30 - 2007.7.10  | 刑事局長             | 札幌高等検察庁検事長、東京高等検察庁検事長、検事総長           |
| 小津博司   | 2007.7.10 - 2009.7.14  | 刑事局長             | 札幌高等検察庁検事長、次長検事、東京高等検察庁検事長、検事総長 |
| 大野恒太郎 | 2009.7.14 - 2011.8.11  | 刑事局長             | 仙台高等検察庁検事長、東京高等検察庁検事長、検事総長           |
| 西川克行   | 2011.8.11 - 2014.1.9   | 刑事局長             | 札幌高等検察庁検事長、東京高等検察庁検事長、検事総長           |
| 稲田伸夫   | 2014.1.9 - 2016.9.5    | 刑事局長             | 仙台高等検察庁検事長、東京高等検察庁検事長、検事総長           |
| 黒川弘務   | 2016.9.5 - 2019.1.18   | 大臣官房長           | 東京高等検察庁検事長                                           |
| 辻裕教     | 2019.1.18 - 2021.9.3   | 刑事局長             | 仙台高等検察庁検事長                                           |
| 高嶋智光   | 2021.9.3 - 2023.1.10   | 大臣官房長           | 名古屋高等検察庁検事長                                         |
| 川原隆司   | 2023.1.10 - 2025.7.17  | 刑事局長             | 東京高等検察庁検事長                                           |
| 森本宏     | 2025.7.17 -            | 刑事局長             |                                                                |